# Tsjecho-Slowaaks Legioen

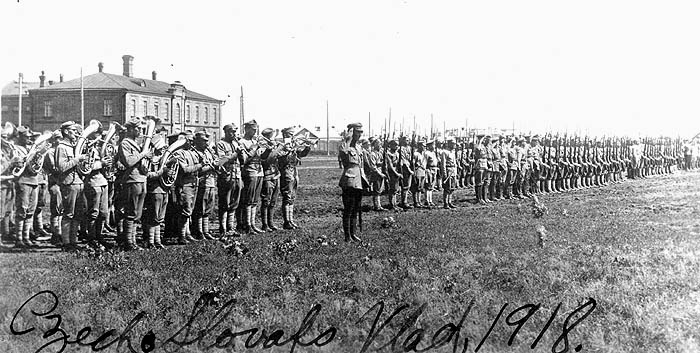
Optocht van troepen van het Tsjecho-Slowaaks Legioen in Vladivostok

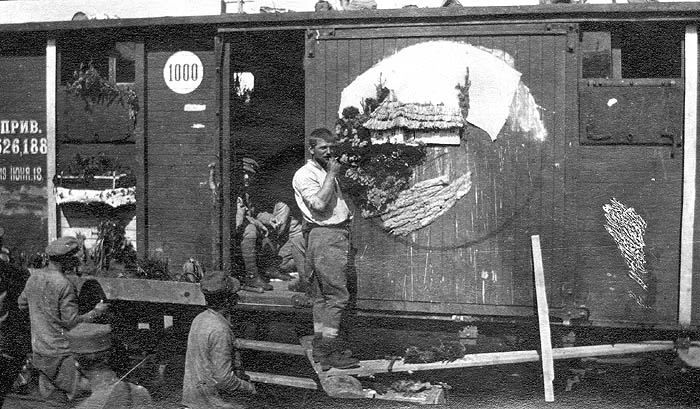
Soldaten van het Tsjecho-Slowaaks Legioen bij hun kwartier

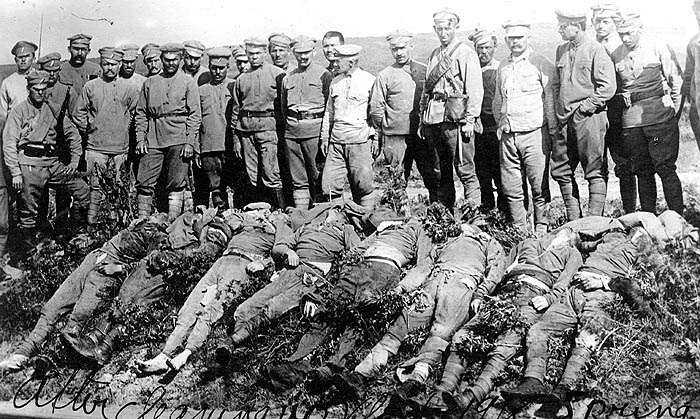
Soldaten van het Tsjecho-Slowaaks Legioen poseren achter door hen gedode bolsjewieken in Vladivostok

Het Tsjechisch Legioen was een legioen Tsjechische en Slowaakse soldaten, in Russische dienst, die tijdens de Russische Burgeroorlog dwars door Rusland trokken om aan de oorlog en revolutie te ontsnappen en terug te keren naar de nieuwe staat Tsjecho-Slowakije.

## Achtergrond
De soldaten van het Legioen waren oorspronkelijk krijgsgevangen Oostenrijks-Hongaarse soldaten in de Eerste Wereldoorlog, die echter niet gemotiveerd waren om te vechten voor de Oostenrijkers en Hongaren, die hen onderdrukten. Veel Tsjechen en Slowaken voelden zich bovendien verwant aan de Slavische Russen, en hoopten dat een geallieerde overwinning een eigen staat voor hen garandeerde. Zeer vaak gebeurde het daardoor dat Tsjechen of Slowaken zich direct aan de Russen overgaven, of deserteerden, wat men overigens ook zag bij Italianen die aan het front tegen Italië moesten vechten. 
Tsjechische en Slowaakse politici in ballingschap pleitten ervoor dat hun krijgsgevangen landgenoten zouden worden bewapend en de kans zouden krijgen te vechten voor de geallieerde legers in eigen bataljons. In Frankrijk en Italië werden in 1917 Tsjecho-Slowaakse legioenen gevormd van elk ongeveer 10.000 man. Het tsaristische Rusland wantrouwde echter de Tsjechische en Slowaakse soldaten.

## Verloop
Na de revolutie van februari 1917 liet de nieuwe regering toch toe dat het Russische leger een Tsjecho-Slowaaks Legioen vormde. Twee divisies van samen 40.000 man waren in oktober 1917 gevormd en zouden vechten voor een eigen staat onder een Franse generaal.
In 1917 stortte Rusland echter ineen. Russische legers gaven er massaal de brui aan, en na de Oktoberrevolutie kwam een nieuwe, communistische regering aan de macht. Aangezien deze nieuwe regering de oorlog wilde beëindigen, wilden de Tsjechische en Slowaakse soldaten Rusland zo snel mogelijk verlaten. Naar het westen konden ze niet, daar rukten nog steeds de Centralen met angstwekkende snelheid op, en hoogstwaarschijnlijk zou hen daar de kogel wachten wegens hoogverraad. Woeste bergen en zeeën sloten het noorden en zuiden af, dus slechts het oosten lag open. De Tsjechen en Slowaken begonnen onder bolsjewistische bewaking naar het oosten te trekken om in Vladivostok scheep te gaan naar Amerika en zo verder naar Frankrijk.
Bij Tsjeljabinsk in de Oeral kwamen de Tsjechen en Slowaken echter een groep Hongaarse krijgsgevangenen tegen die in de tegengestelde richting werden gevoerd voor repatriëring. De Tsjechen en Slowaken zagen de Hongaren als onderdrukkers, de Hongaren de Tsjechen en Slowaken als verraders. Een Tsjech raakte gewond, de dader werd gelyncht en de Tsjechen overmeesterden hun bolsjewistische bewakers die tussenbeide wilden komen. De Tsjechen en Slowaken wisten een trein te veroveren, en gebruikten deze voor hun transport. Ze besloten Siberië door te trekken, tot aan Vladivostok, en daar scheep te gaan. 
De trein werd in de loop der tijd uitgebreid met steeds meer rollend materieel dat in beslag werd genomen. De wagons werden gepantserd en bewapend. Een complete veldkeuken werd meegenomen om voor het voedsel te zorgen, en er kwam zelfs een eigen krant uit. Ook hadden veel soldaten inmiddels een vrouw en kleine kinderen, die ook meegingen. De Tsjechen en Slowaken vervoerden bovendien een deel van de schat van de tsaar, die ze hadden weten te veroveren. De bolsjewieken eisten dat het legioen ontwapende, maar de soldaten weigerden. 
Een tijd lang vocht het Tsjecho-Slowaaks Legioen in dienst van admiraal Koltsjak en de witte legers, en hielpen hem de trans-Siberische spoorlijn te behouden. Soldaten van het Legioen lagen verspreid over de hele lengte van de spoorweg. Ze verloren echter nooit hun doel uit het oog, zeker nadat ze eind oktober 1918 hadden vernomen dat er een Tsjecho-Slowaakse staat zou worden gecreëerd. Het legioen, dat op zijn hoogtepunt een sterkte had van 60.000 man, trok zich langzaam terug naar het oosten, terwijl ze werden bestookt door de rode legers. 
Ten slotte werden de Tsjecho-Slowaken in het uiterste oosten van Siberië toch door de oprukkende Roden ingehaald en ingesloten. In januari 1920 sloten ze nabij het Baikalmeer een akkoord met de bolsjewieken. De Tsjecho-Slowaken namen admiraal Koltsjak gevangen, en ruilden hem en de schat van de tsaar in voor hun uittocht en vrijheid. In Vladivostok gingen de Tsjecho-Slowaken scheep, om uiteindelijk, na vele omzwervingen, weer terug te kunnen keren naar huis en hun nieuwe, eigen staat. De laatste soldaten scheepten in september 1920 in. Ze namen 1.800 vrouwen en 700 kinderen mee. Ze hadden onderweg 4.000 soldaten verloren. Ook verkozen een aantal communistische militairen achter te blijven in de Sovjet-Unie.

## Nasleep
Terug thuis in het nieuwe Tsjecho-Slowakije werden de militairen van het Tsjecho-Slowaaks Legioen hartelijk ontvangen. Vele militairen namen dienst in het nieuwe Tsjecho-Slowaakse leger. Na de communistische machtsovername in 1947 kwam het Tsjecho-Slowaaks Legioen van overheidswege in een slecht daglicht te staan. Na de omwenteling in 1989 werden monumenten ter ere van het Legioen hersteld.